# Hadley, Massachusetts
Hadley är en kommun (town) i Hampshire County i Massachusetts. Vid 2010 års folkräkning hade Hadley 5 250 invånare.